# Knut Karlsson (Sparre av Tofta)
Knut Karlsson (Sparre av Tofta), född på 1300-talet, död 1389 i Västergötland, var en svensk riddare, riksråd och lagman.

## Biografi
Knut Karlsson (Sparre av Tofta) var son till Karl Ulfsson (Sparre av Tofta) och Ingrid Eriksdotter (Boberg). Han nämns första gången 1375 och var då riddare. Knut Karlsson var 1376 riksråd och nämns 1379 som häradshövding i Gästrikland. Han var från 1380 till 1386 lagman i Södermanlands lagsaga. Knut Karlsson avled 1389 i Västergötland.

### Egendom
Knut Karlsson ägde gods i Åkerbo härad i Västmanland, i Östkinds härad i Östergötland, i Mo härad i Småland och Lederne vid Stockholm.